# Supercoupe du Portugal de futsal

Supertaça Cândido de Oliveira

La Supercoupe du Portugal (en portugais, Supertaça de Portugal) est une compétition de futsal qui oppose chaque année le vainqueur du championnat du Portugal au vainqueur de la coupe du Portugal.
Lorsqu'un club réalise le doublé coupe/championnat la même année, cette Supercoupe oppose le champion du Portugal au finaliste de la coupe du Portugal.

## Palmarès

### Palmarès par édition
| Édition                  | Année                    | Vainqueur                | Score                    | Finaliste                | Lieu                     | Lieu                     |
| Finale sur une rencontre | Finale sur une rencontre | Finale sur une rencontre | Finale sur une rencontre | Finale sur une rencontre | Finale sur une rencontre | Finale sur une rencontre |
| ------------------------ | ------------------------ | ------------------------ | ------------------------ | ------------------------ | ------------------------ | ------------------------ |
| 1re                      | 1998                     | Correio da Manhã         | 7 - 6                    | Miramar FC               | Marco de Canaveses       | Marco de Canaveses       |

| Édition                    | Année                      | Vainqueur                  | Score                      | Finaliste                  | Aller                      | Retour                     |
| Finale sur deux rencontres | Finale sur deux rencontres | Finale sur deux rencontres | Finale sur deux rencontres | Finale sur deux rencontres | Finale sur deux rencontres | Finale sur deux rencontres |
| -------------------------- | -------------------------- | -------------------------- | -------------------------- | -------------------------- | -------------------------- | -------------------------- |
| 2e                         | 1999                       | Instituto D. João V        | 11 - 6                     | Sporting CP                | 5 - 4                      | 6 - 2                      |
| 3e                         | 2000                       | Miramar FC                 | 7 - 4                      | Correio da Manhã           | 6 - 4                      | 1 - 0                      |
| 4e                         | 2001                       | Sporting CP                | 6 - 4                      | FJ Antunes                 | 4 - 3                      | 2 - 1                      |
| 5e                         | 2002                       | AR Freixieiro              | 9 - 8                      | FJ Antunes                 | 3 - 4                      | 6 - 4                      |

| 6e  | 2003 | SL Benfica                  | 3 - 0                       | AR Freixieiro               | Nazaré                      | Rapport                     |                             |                             |
| 7e  | 2004 | Sporting CP (2)             | 7 - 1                       | SL Olivais                  | Lisbonne                    | Rapport                     |                             |                             |
| 8e  | 2005 | Boavista FC                 | 4 - 2                       | SL Benfica                  | Barcelos                    | Rapport                     |                             |                             |
| 9e  | 2006 | SL Benfica (2)              | 5 - 5 4 - 3 tab             | Sporting CP                 | Torres Novas                | Rapport                     |                             |                             |
| 10e | 2007 | SL Benfica (3)              | 8 - 3                       | SC Braga                    | Mealhada                    | Rapport                     |                             |                             |
| 11e | 2008 | Sporting CP (3)             | 5 - 3                       | SL Benfica                  | Entroncamento               | Rapport                     |                             |                             |
| 12e | 2009 | SL Benfica (4)              | 1 - 0                       | CF Os Belenenses            | Portimão                    | Rapport                     |                             |                             |
| 13e | 2010 | Sporting CP (4)             | 5 - 2                       | CF Os Belenenses            | Entroncamento               | Rapport                     |                             |                             |
| 14e | 2011 | SL Benfica (5)              | 3 - 2                       | Sporting CP                 | Portimão                    | Rapport                     |                             |                             |
| 15e | 2012 | SL Benfica (6)              | 5 - 3                       | Módicus                     | Matosinhos                  | Rapport                     |                             |                             |
| 16e | 2013 | Sporting CP (5)             | 4 - 1                       | SC Braga                    | Coimbra                     | Rapport                     |                             |                             |
| 17e | 2014 | Sporting CP (6)             | 7 - 0                       | AD Fundão                   | Coimbra                     | Rapport                     |                             |                             |
| 18e | 2015 | SL Benfica (7)              | 6 - 3 ap                    | AD Fundão                   | Oliveira de Azeméis         | Rapport                     |                             |                             |
| 19e | 2016 | SL Benfica (8)              | 3 - 2                       | Sporting CP                 | Loulé                       | Rapport                     |                             |                             |
| 20e | 2017 | Sporting CP (7)             | 3 - 2                       | SL Benfica                  | Coimbra                     | Rapport                     |                             |                             |
| 21e | 2018 | Sporting CP (8)             | 11 - 0                      | GD Fabril Barreiro          | Loulé                       | Rapport                     |                             |                             |
| 22e | 2019 | Sporting CP (9)             | 6 - 2                       | SL Benfica                  | Torres Novas                | Rapport                     |                             |                             |
|     | 2020 | annulée à cause du Covid-19 | annulée à cause du Covid-19 | annulée à cause du Covid-19 | annulée à cause du Covid-19 | annulée à cause du Covid-19 | annulée à cause du Covid-19 | annulée à cause du Covid-19 |
| 23e | 2021 | Sporting CP (10)            | 7 - 2                       | SL Benfica                  | Gondomar                    | Rapport                     |                             |                             |
| 24e | 2022 | Sporting CP (11)            | 4 - 4 3 - 1 tab             | SL Benfica                  | Matosinhos                  | Rapport                     |                             |                             |
| 25e | 2023 | SL Benfica (9)              | 5 - 4 ap                    | Sporting CP                 | Sines                       | Rapport                     |                             |                             |
| 26e | 2024 | SC Braga                    | 2 - 1                       | Sporting CP                 | Póvoa de Varzim             | Rapport                     |                             |                             |

### Palmarès par club
| Rang | Club                | Titres (éditions)                                                     | Finales perdues (éditions)             |
| ---- | ------------------- | --------------------------------------------------------------------- | -------------------------------------- |
| 1    | Sporting CP         | 11 (2001, 2004, 2008, 2010, 2013, 2014, 2017, 2018, 2019, 2021, 2022) | 6 (1999, 2006, 2011, 2016, 2023, 2024) |
| 2    | SL Benfica          | 9 (2003, 2006, 2007, 2009, 2011, 2012, 2015, 2016, 2023)              | 6 (2005, 2008, 2017, 2019, 2021, 2022) |
| 3    | SC Braga            | 1 (2024)                                                              | 2 (2007, 2013)                         |
| 4    | Correio da Manhã    | 1 (1998)                                                              | 1 (2000)                               |
| 5    | Miramar FC          | 1 (2000)                                                              | 1 (1998)                               |
| 6    | AR Freixieiro       | 1 (2002)                                                              | 1 (2003)                               |
| 7    | Instituto D. João V | 1 (1999)                                                              | -                                      |
| 8    | Boavista FC         | 1 (2005)                                                              | -                                      |
| 9    | FJ Antunes          | -                                                                     | 2 (2001, 2002)                         |
| 10   | CF Os Belenenses    | -                                                                     | 2 (2009, 2010)                         |
| 11   | AD Fundão           | -                                                                     | 2 (2014, 2015)                         |
| 12   | SL Olivais          | -                                                                     | 1 (2004)                               |
| 13   | Módicus             | -                                                                     | 1 (2012)                               |
| 14   | GD Fabril Barreiro  | -                                                                     | 1 (2018)                               |